# Мюзелье, Рено
Рено́  Мюзелье́ (фр. Renaud Muselier; род. 6 мая 1959, Марсель, Франция) — французский политический и государственный деятель, председатель регионального совета Прованс — Альпы — Лазурный Берег (с 2017).

## Биография
Родился 6 мая 1959 года в Марселе, сын участников Сопротивления, внук адмирала Эмиля Мюзелье (тот первым среди морских офицеров поддержал генерала Де Голля и считается автором идеи использовать в качестве символа Сражающейся Франции Лотарингский крест). Рено Мюзелье получил высшее медицинское образование, руководил двумя марсельскими клиниками.
Вступил в правоцентристскую партию Объединение в поддержку республики. В 1992—1995 годах являлся депутатом генерального совета департамента Буш-дю-Рон, в 1993 году избран в Национальное собрание Франции от 5-го округа департамента Буш-дю-Рон и сохранял мандат до 2012 года с перерывом в 2002—2005 годах из-за работы в правительстве (в 2002—2005 годах занимал должность государственного секретаря по иностранным делам). С 1995 по 2008 год — первый помощник мэра Марселя. Возглавлял департаментское отделение партии Союз за народное движение. В 2004—2007 годах состоял депутатом регионального совета Прованс — Альпы — Лазурный Берег, в 2016 году вернулся в него (в 2008—2014 годах являлся депутатом муниципального совета Марселя).
29 мая 2017 года после внезапной отставки Кристиана Эстрози избран председателем регионального совета Прованс — Альпы — Лазурный Берег.
В 2018 году отказался от выдвижения своей кандидатуры от партии «Республиканцы» на очередных выборах в Европейский парламент, куда был избран в 2014 году.
2 июля 2021 года переизбран председателем регионального совета, сумев создать широкую коалицию разных политических сил против кандидата Национального объединения Тьерри Мариани.
24 ноября 2021 года объявил о выходе из партии «Республиканцы», хотя несколько десятилетий состоял в ней и в предшествующих ей партиях, начиная со времён Жака Ширака. Своё решение объяснил несогласием с современным политическим курсом, в частности — отсутствием в партии реакции на заявления одного из участников борьбы за выдвижение официальным кандидатом на президентских выборах 2022 года, Эрика Сьотти, которые, по мнению Мюзелье, ведут к политическому смыканию с крайне правыми (накануне Мюзелье выразил поддержку другому кандидату, Бертрану Ксавье, но тот публично от неё отказался).

## Труды
- Daumier, artiste frondeur, Marseillais rebelle, Plon, 2008.
- L’Amiral Muselier, le créateur de la croix de Lorraine, Perrin, 2000.
- Le Système Guérini, Jean-Claude Lattès, 2011.